# Ángelo Pizzorno
Ángelo Pizzorno, vollständiger Name Ángelo Matías Pizzorno Bracco, (* 21. Oktober 1992 in Montevideo oder 21. Oktober 1991 in Santa Lucía) ist ein uruguayischer Fußballspieler.

## Karriere
Der 1,85 Meter große Defensivakteur Pizzorno spielte von 2005 bis 2010 zunächst in Canelones für die Wanderers de Santa Lucía. Nach einer Zwischenstation beim Danubio FC im Jahre 2010, war er von 2011 bis 2015 wieder für die Wanderers de Santa Lucía aktiv. Anschließend gehörte er in der Clausura der Spielzeit 2014/15 dem Kader des Erstligisten Club Atlético Cerro an, kam jedoch in keinem Pflichtspiel zum Einsatz. Er debütierte am 7. Februar 2016 bei der 1:2-Auswärtsniederlage gegen den Club Atlético Peñarol in der Primera División, als er von Trainer Gustavo Ferrín in der 85. Spielminute für Gonzalo Ramos eingewechselt wurde. Jeweils ohne persönlichen Torerfolg folgten in der Saison 2015/16 acht und in der Saison 2016 sechs Erstligaeinsätze. Während der Saison 2017 bestritt er  elf Ligapartien (ein Tor) und ein Spiel (ein Tor) in der Copa Libertadores 2017. Anfang Juli 2017 wurde er an den chilenischen Klub Unión Española ausgeliehen, für den er bislang (Stand: 22. Juli 2017) zwei Einsätze (kein Tor) in der Copa Chile vorweisen kann.